# دونالد بليسينج
دونالد بليسينج (بالإنجليزية: Donald Blessing)‏ هو موجه قوارب ‏ أمريكي، ولد في 26 ديسمبر 1905 في هوليستير في الولايات المتحدة، وتوفي في 4 يوليو 2000 في تيبورون في الولايات المتحدة.

## وصلات خارجية
- دونالد بليسينج على موقع الاتحاد الدولي للتجديف (الإنجليزية)
- دونالد بليسينج على موقع اللجنة الأولمبية الدولية (الإنجليزية)
- دونالد بليسينج على موقع أوليمبيديا (الإنجليزية)